# Teoria Y
Teoria Y – w teorii zarządzania pracownik typu Y jest przeciwieństwem pracownika według teorii X. Łatwo i chętnie akceptuje zmiany, sam proponuje nowe; jest przedsiębiorczy, aktywny, pracowity. Zależy mu nie tylko na wysokich zarobkach, bardzo ceni sobie także uznanie innych, awans jako oznakę prestiżu, dobre stosunki z kolegami i przełożonymi.
Według koncepcji Y rolą kierownika jest wyznaczać pracownikowi w ogólnym zarysie cele, jakie ma osiągnąć i motywować go do ich osiągania raczej za pomocą nagród, niż kar. Powinien pozostawić mu szeroki zakres swobody, gdyż pomysły pracownika mogą okazać się opłacalne i przydatne.